# Żukówko (jezioro)
Żukówko (pot. Jezioro Żukowskie, kaszb. Jezoro Żukòwsczé) – jezioro położone na zachód od Sulęczyna w województwie pomorskim, w powiecie bytowskim, w gminie Parchowo, na północnym krańcu Pojezierza Bytowskiego. Na zachód od znajduje się wieś Żukówko, na południu zaś przebiega droga wojewódzka nr 228.
Jezioro zajmuje powierzchnię 127,7 ha. Przez akwen przepływa Słupia (będąca szlakiem kajakowym). Jezioro jest siedliskiem polęgowym kaczki czernicy i łabędzia niemego.